# Redwoods
Redwoods (tj. Sekvoje) je americký hraný film z roku 2009, který režíroval David Lewis podle vlastního scénáře. Film zachycuje krátkodobý vztah dvou mužů. Snímek měl světovou premiéru na filmovém festivalu Frameline dne 24. června 2009.

## Děj
Everett žije se svým malým synem Billym a přítelem Milesem v malém městečku uprostřed lesů. Jejich vztah už není příliš idylický. Miles s Billym se chystají na týdenní výlet do Seattlu a Everett se má postarat o dům. Do města přijíždí začínající spisovatel Chase, aby zde načerpal inspiraci pro svůj nový román. Náhodné setkání Everetta a Chase vyvolá mezi muži krátký, ale intenzivní milostný vztah. Před Milesovým příjezdem Chase odjíždí a slibuje, že se přesně za pět let vrátí. Po pěti letech žije Everett se svým synem sám. Namísto Chase přijíždí jeho sestra, aby mu sdělila, proč bratr přijet nemohl.

## Obsazení
| Matthew Montgomery | Chase           |
| Tad Coughenour     | Miles           |
| Caleb Dorfman      | Billy           |
| Brendan Bradley    | Everett Forster |
| Simon Burzynski    | Shane           |
| Clara Brighton     | Anna            |
| Laurie Burke       | Jessica         |
| Elinor Bell        | Tess Forster    |
| Cole Panther       | Woodson Forster |
| Libby Zilber       | DeeDee          |